# معبد النوم
يعتبر البعض معابد النوم (بالإنجليزية: Sleep temple)‏، المعروفة أيضًا باسم معابد الأحلام أو معابد النوم المصرية، مثالًا مبكرًا على التنويم المغناطيسي منذ أكثر من 4000 عام الذي جرى تحت تأثير إمحوتب الذي شغل منصب المستشار وكبير كهنة إله الشمس رع في مصر الجديدة وقيل أنه ابن الديمورجوس في مصر القديمة بتاح، وكانت والدته إمرأة عادية تدعى خريدو-أنخ.
كانت معابد النوم مستشفيات بطريقةٍ ما، تعالج مجموعة متنوعة من الأمراض، ربما كان الكثير منها ذات طبيعة نفسية. تم نقل المرضى إلى غرفة غير مضاءة للنوم وعلاجهم من مرضهم المحدد. تضمن العلاج الترنيم، ووضع المريض في حالة تشبه الغشية أو التنويم المغناطيسي، وأحلام للتنبوء من أجل تحديد العلاج. غالبًا ما كان يتضمن التأمل والصوم والاستحمام والقربان للإله الراعي أو الأرواح الأخرى أيضًا.
توجد معابد النوم أيضًا في الشرق الأوسط واليونان القديمة التي بنيت هناك على شرف أسقليبيوس، إله الطب اليوناني وكان يُطلق عليهم اسم أسكليبيون. لقد أشير إلى العلاج اليوناني باسم التحضير [الإنجليزية] والتركيز على الصلاة لأسقليبيوس للشفاء. كانت غرف النوم هذه مليئة بالثعابين، وهو رمز لأسقليبيوس. أشير أيضاً إلى علاج عبري مماثلة باسم "كافانا" (بمعنى الانصراف) وتضمن التركيز على أحرف الأبجدية العبرية التي تهجئ اسم الرب. في عام 1928، اكتشف مورتيمر ويلر معبد نوم روماني في ليدني بارك [الإنجليزية]، غلوسترشاير، بمساعدة جون رونالد تولكين.